# Forte Montagu
Forte Montagu é um pequeno forte de quatro canhões na costa leste da Ilha de Nova Providencia em Bahamas construído em 1741 para defender a posse britânica dos invasores espanhóis.

## Historia
Após a chegada do oficial John Tinker, em 1741, observou a pouca capacidade defensiva da ilha, e mandou o engenheiro militar Peter Henry, construir outro forte no leste da ilha.
A construção começou em 1741 e terminou em julho de 1742 sendo feito de pedra calcária e com capacidade para 23 canhões e mais de 95 barris de pólvora.
Na planta da construção existia quartéis para oficiais e soldados, uma sala de guarda e paiol de pólvora, à prova de bombas e com dois de seus lados próximos ao mar, e dois lados para a terra.